# Дрславице (Ухерско Храдиште)
Дрславице (чеш. Drslavice) је насељено мјесто са административним статусом сеоске општине (чеш. obec) у округу Ухерско Храдиште, у Злинском крају, Чешка Република.

## Становништво
Према подацима о броју становника из 2014. године насеље је имало 533 становника.